# Aeroportul Phaplu
Aeroportul Phaplu (IATA: PPL, ICAO: VNPL) este un aeroport din Eastern Development Region⁠(d), Nepal ce deservește zona Phaphlu⁠(d). Aeroportul a fost tranzitat în 2019 de 9.582 de pasageri. A fost deschis în octombrie 1976.
Situat la o altitudine de 2.413 m, aeroportul dispune de o singură pistă.